# Dariusz Czaja
Dariusz Czaja (ur. 13 listopada 1961) – polski antropolog kultury.

## Życiorys
Dr. hab. (od 2007 roku), adiunkt w Zakładzie Teorii i Antropologii Kultury Instytutu Etnologii i Antropologii Kulturowej na Uniwersytecie Jagiellońskim.
Członek redakcji kwartalnika Polska Sztuka Ludowa – Konteksty, eseista, recenzent muzyczny.
Za zbiór esejów Gdzieś dalej, gdzie indziej nominowany do Nagrody Literackiej Nike 2011 a za zbiór Gramatyka bieli. Antropologia doświadczeń granicznych otrzymał nominację do Nagrody Literackiej Nike 2019.

## Wybrane publikacje
autor:
- Sygnatura i fragment. Narracje antropologiczne, Kraków 2004
- Anatomia duszy. figury wyobraźni i gry językowe, Kraków 2005, Wyd. UJ, ISBN 83-233-2071-3
- Lekcje ciemności, Wołowiec 2009, Wydawnictwo Czarne
- Gdzieś dalej, gdzie indziej, Wołowiec 2010, Wydawnictwo Czarne
- Kwintesencje. Pasaże barokowe, Kraków 2014, Polskie Wydawnictwo Muzyczne
- Gramatyka bieli. Antropologia doświadczeń granicznych, Kraków 2018, Pasaże[4]

redakcja prac zbiorowych:
- Mitologie popularne. Szkice z antropologii współczesności, Kraków 1994
- Metamorfozy ciała. Świadectwa i interpretacje, Kraków 1999

artykuły:
- Mit, sztuka, interpretacja [w:] Polska Sztuka Ludowa nr 3/1988
- Dylematy błazna [w:] Polska Sztuka Ludowa nr 4/1988
- Mentalność i mit rewolucyjny [w:] Zeszyty Naukowe UJ (Prace Etnograficzne), zeszyt 29/1992
- O sztuce zdziwienia i głupstwach pop-kultury [wstęp do:] Mitologie popularne. Szkice z antropologii współczesności, Kraków 1994
- Reklamowy smak raju. Między archetypem i historią [w:] Mitologie popularne. Szkice z antropologii współczesności, Kraków 1994